# Хадзевич, Рафал

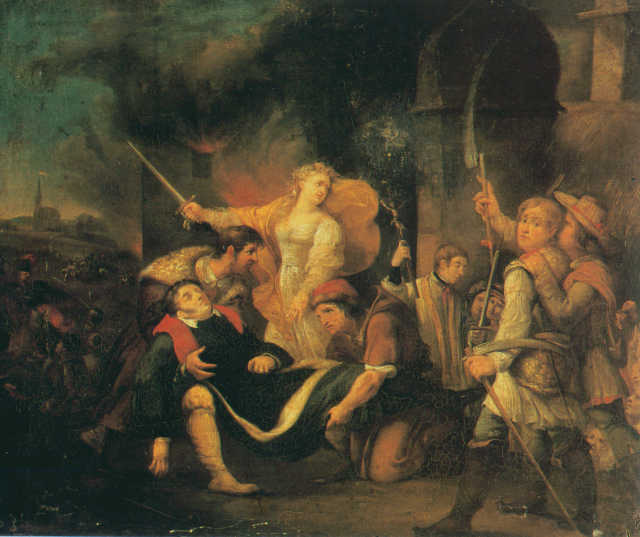
Р.Хадзевич. Смерть генерала Генрика Каменьского под Остроленкой

Рафал Хадзевич (пол. Rafał Hadziewicz; 13 октября 1803, Замх — 7 сентября 1883, Кельце) — польский художник и педагог.

## Жизнь и творчество
Рафал Хадзевич обучался в школе Замойских в Щебжешине. В 1822 году он поступает на отделение изобразительного искусства Варшавского университета, обучался у Антония Бродовского и Антония Бланка. Получив стипендию, уезжает в 1829 году продолжить образование в Дрезден, а затем в Париж, где учится в Школе изящных искусств у Антуана-Жана Гро. В 1831 году приезжает в Рим, где занимается во Французской академии, в мастерской Бертеля Торвальдсена.
В Риме художник живёт до 1833 года; в это время он копирует в местных галереях и музеях полотна великий итальянских мастеров (особенно Рафаэля), перенимая навыки их мастерства. В 1834 году Р. Хадзевич приезжает в Краков, рисует картины по заказу церкви. В 1835 году он здесь женится на Анастасии Гловацкой. В Кракове художник живёт до 1839 года, после чего уезжает в Москву, где работает профессором искусств в Московском университете (1839—1844), затем он — профессор живописи в Школе изящных искусств в Варшаве (1846—1864). Среди его учеников были Владислав Чахурский, Юзеф Бродовский, Панталеон Шиндлер, Альфред Веруш-Ковальский и другие. Жил в Варшаве до 1871 года, остаток жизни провёл в Кельце.
Р. Хадзевич писал картины по религиозной, исторической, батальной темам, а также портреты. Часто подражал живописи итальянского ренессанса и барокко.

## Избранные полотна
- Портрет Св. Норберта, 1826
- Портрет Антонины Чышковской, 1828
- Портрет жены, 1834
- Саломея с головой Иоанна Крестителя, 1835
- Св. Валентин исцеляет больных, 1839
- Портрет матери, 1850